# عقد 980 هـ
عقد 980 هـ هو الفترة بين عام 980 إلى 989 في التقويم الهجري، أي العشر سنوات التاسعة من القرن العاشر الهجري.